# Renzo Rossellini (produttore cinematografico)

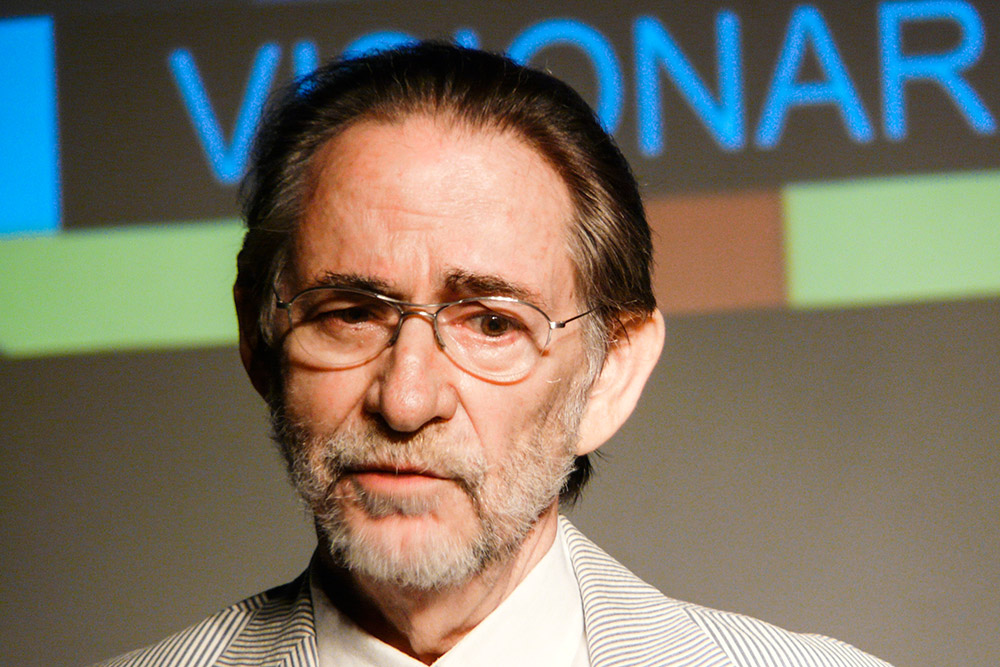
Ritratto di Renzo Rossellini di Mauro Tozzi, 2012, nell'ambito di una rassegna cinematografica di Visionaria

Renzo Rossellini (Roma, 24 agosto 1941) è un produttore cinematografico e regista italiano.

## Biografia
Renzo Rossellini è il secondogenito di Roberto Rossellini, regista italiano tra i più famosi e importanti, e Marcella De Marchis, costumista.
A volte chiamato Renzino, per distinguerlo dallo zio Renzo Rossellini, fratello del regista e compositore di musica da film, è stato assistente di suo padre dal 1959 al 1970 (collaborando anche con Michel Boisrond e Ferdinando Baldi).
Nel 1962 gira uno degli episodi del film collettivo L'amore a vent'anni (con Shintarō Ishihara, Marcel Ophüls, François Truffaut e Andrzej Wajda, film nominato all'Orso d'oro del Festival di Berlino) e poi alcuni documentari da regista: L'età del ferro (1964), serie per la televisione di 5 ore, che viene trasmesso dalla Rai a partire dal marzo 1965; La lotta dell'uomo per la sua sopravvivenza (1970), serie storica per la televisione di 12 ore, su testi di suo padre Roberto, trasmesso dalla Rai a partire dall'agosto 1970; The World Population (1974).

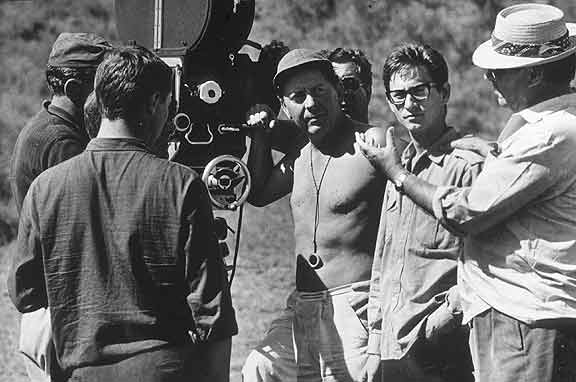
Da destra. Roberto Rossellini, regista, di fianco. Renzo Rossellini, regista e figlio di Roberto. Carlo Carlini, direttore della fotografia. Sul set de L'età del ferro, 1964

Nello stesso periodo risulta anche tra gli autori di altri film di taglio documentaristico e sociologico. In questi anni ha una relazione, con Katherine L. O'Brien, da cui nasce il figlio Alessandro.
Nel 1966, partecipa, all'Avana, alla conferenza di fondazione della Tricontinental, l'organizzazione dei movimenti di liberazione dei popoli dell'Asia, Africa e America latina promossa da Ernesto "Che" Guevara. In quella occasione, Rossellini rappresenta il Fronte di liberazione algerino. Sempre nel 1966, Rossellini sposa Patrizia Mannajuolo, la sua prima moglie.
Nei primi anni settanta si iscrive ad Avanguardia operaia, un gruppo della nuova sinistra italiana. Nello stesso periodo crea, assieme a Cesare Zavattini, Dario Fo e Mario Monicelli il Comitato nazionale contro il fascismo nel Mediterraneo.
Nel 1975 fonda a Roma, assieme all'editore Giulio Savelli e col sostegno di collettivi femministi, dell'organizzazione Avanguardia operaia e del Partito di Unità Proletaria per il Comunismo, l'emittente Radio Città Futura, una delle principali radio libere italiane. Poco dopo viene eletto presidente della Fred, la Federazione delle radio emittenti democratiche.
Nel 1976, come anche lo sceneggiatore Ugo Pirro, si presenta candidato nelle liste di Democrazia Proletaria, la lista unitaria delle diverse organizzazioni della nuova sinistra italiana. In questo periodo di grande impegno politico, Rossellini, ama e vive con Chantal Personè, che gli dà una figlia: Rossa.
Collabora ancora con il padre in ruoli più importanti per le sue produzioni televisive fino al 1977, producendo anche qualche film di Sergio Rossi, Maurizio Lucidi, Glauber Rocha.
Nel Natale del 1976, cinque mesi prima di morire, Roberto Rossellini scrive al figlio Renzo una lettera di bilancio del loro rapporto, che è anche un conciso testamento spirituale. Nella lettera, il padre Roberto si scusa per non aver assecondato le inclinazioni del figlio Renzo e gli lascia il compito di proteggere e promuovere il proprio progetto di enciclopedia audiovisiva.
Nel 1977, alla morte del padre Roberto, torna ad occuparsi della larga famiglia Rossellini e diventa il presidente Gaumont Italia, ramo italiano della Gaumont, che dirigerà fino al 1983. L'attività cinematografica assorbirà progressivamente buona parte del suo tempo.
Nel 1978, a seguito della strage di Via Fani e del sequestro di Aldo Moro, viene accusato di aver preannunciato il sequestro stesso, dai microfoni di Radio città futura, poco prima che avvenisse. Renzo Rossellini spiega che quelle mattina, nel corso della rassegna stampa, si era limitato a fare un ragionamento induttivo di natura politica, evidenziando la probabilità di un'azione militare eclatante da parte delle Brigate Rosse in una situazione in cui stava per nascere un governo democristiano col sostegno esplicito dell'opposizione comunista.
Molti anni dopo, nel 2017, in un'intervista, Rossellini svela che una sua fonte palestinese, prima del sequestro dello statista democristiano, lo aveva informato che, nella cittadina cecoslovacca di Karlovy Vary, luogo di produzione cinematografica e sede di un festival internazionale, membri delle Brigate Rosse si erano addestrati ad azioni terroristiche urbane, in un luogo simile a "un teatro di posa cinematografico".
Nel gennaio 1979, una squadra del gruppo neofascista Nuclei Armati Rivoluzionari, poco dopo l'ora in cui Renzo Rossellini conduce abitualmente la rassegna stampa, assalta la redazione di Radio città futura, ferendo con pistole e mitra cinque donne e incendiando uffici e trasmettitore.

Da sinistra. Renzo Rossellini, Daniel Toscan du Plantier e Federico Fellini sul set de "La città della donne", 1979.

Nel periodo di presidenza della Gaumont Italia, produce e distribuisce più di 100 film, da Prova d'orchestra (1978) di Federico Fellini a Dimenticare Venezia di Franco Brusati, Chiedo asilo di Marco Ferreri, Don Giovanni di Joseph Losey e molti altri.
Alla Gaumont Italia della presidenza Rossellini va il merito di essere stata l'avanguardia della trasformazione delle vecchie sale cinematografiche da migliaia di posti nelle moderne multisale, in cui sale di diversa capienza e con diversi film possono aumentare la presenza degli spettatori, l'offerta di film e la durata della loro programmazione. In pochi anni la Gaumont Italia diviene una delle più importanti aziende cinematografiche italiane, che integra i tre settori principali dell'industria del cinema: produzione, distribuzione, esercizio. Tra le altre cose, Rossellini fonda anche una Scuola di cinema (da cui provengono registi come Daniele Luchetti, Giuseppe Piccioni, Carlo Carlei, Antonello Grimaldi, e altre figure professionali, tra cui va ricordato almeno Domenico Procacci). Negli anni in cui guida la Gaumont Italia, Rossellini sposa Elisabetta Caracciolo, la sua seconda moglie.
Nell'estate del 1981, un gruppo di intellettuali francesi e dei paesi dell'Est, che comprende Bernard-Henri Lévy, Marek Halter e Vladimir Konstantinovič Bukovskij decide di fare un'operazione di opposizione non-armata all'occupazione dell'Afghanistan da parte delle truppe sovietiche. Rossellini è il braccio operativo del gruppo. Compie un viaggio segreto in Afghanistan, portando con sé tre trasmettitori radio e le conoscenze apprese nell'esperienza di Radio città futura. Il suo punto di riferimento è il comandante afghano Aḥmad Shāh Masʿūd. Quando Rossellini lascia l'Afghanistan, la resistenza afghana dispone di una rete radio unitaria, funzionante, in grado di arrivare, con ripetitori, fino a Kabul.
In quello stesso periodo, le Brigate Rosse prendono in seria considerazione l'ipotesi di sequestrare Renzo Rossellini, presidente del ramo italiano della multinazionale francese Gaumont. Germano Maccari, appartenente alla colonna romana delle Brigate Rosse, confiderà anni dopo allo stesso Rossellini di averlo pedinato per due mesi e che il progetto venne scartato perché troppo pericoloso, in quanto Rossellini era armato.
Nel 1984, Rossellini e sua moglie Elisabetta Caracciolo, subiscono un terribile incidente stradale. La loro auto, poco fuori Roma, viene spinta da due automobili fuori dalla carreggiata, dentro un dirupo. Sua moglie è in coma e morirà qualche mese dopo. Rossellini ha molte ossa e costole fratturate.
In quello stesso anno, dopo aver lasciato la Gaumont, Rossellini fonda la Artisti Associati, con la quale si assicura alcuni successi di distribuzione (tra cui 9 settimane e ½ di Adrian Lyne).
Trasferitosi a Los Angeles, Rossellini conosce e sposa, nel 1989, l'avvocato Victoria Kifferstein, impegnata nel mondo del cinema. Dal loro matrimonio nascono due figli, Giulia e Raphael Roberto. Victoria Rossellini nel 1992 entra nella 20th Century Fox, fa carriera e ne diventa nel 2016 vice-presidente. In questo periodo, Rossellini si occupa ora per lo più di insegnamento (tra Italia, Stati Uniti e Cuba), gira Diritto di sognare (2006, documentario sulla mafia), ed è il presidente di diverse associazioni, tra cui la "Associazione culturale Roberto Rossellini per la diffusione della conoscenza".
Renzo Rossellini nel 2014 co-produce il film Born in the U.S.E. dedicato ai 120 anni della nascita del cinema. Al film hanno preso parte Francesco Rosi, Giuseppe Tornatore e il compositore Luis Bacalov.
Nel nuovo millennio, Rossellini si è dedicato, con l'aiuto di Gabriella Boccardo, nel mantenere, valorizzare, diffondere sui nuovi media il ricordo di suo padre Roberto e delle sue opere.